# Haunting
Haunting Starring Polterguy — видеоигра в жанре Action, вышедшая в 1993 году для игровой приставки Sega Mega Drive.

## Об игре
Семья Сардини была причастна к убийству некого парня, который перевоплотился в привидение, жаждущее отомстить за свою смерть. Главной задачей игрока является с помощью различных предметов, находящихся в доме, напугать каждого из четырёх членов семьи, живущих в доме.

### Дом
Когда человек будет напуган, он убежит из дома. Игра подразумевает четыре этапа, как только все члены семьи напуганы, они переезжают в новый дом, вы следуете за ними и все начинается заново. Всего в игре 4 дома с 4 подземельями. Со второго уровня в домах будут появляться летучие головы, отнимающие у вас энергию. После этого полтергейст сразится с финальным боссом и игра окончена. Страшилок в каждом доме насчитывается более 50 штук. Присутствуют как весьма оригинальные (труп в багажнике, резвящееся отрезанная рука, балерина, крутящая голову на 360 градусов), так и довольно примитивные (кровь на полу, фейерверк, нашествие москитов). При просмотре таких феноменов, обитатели дома начинают сходить с ума от страха.

### Семья
В семью входят: Вито Сардини — жадный до невозможности бизнесмен-мошенник, отец Мими и Тони, муж Фло, Фло Сардини — жестокая женщина, жена Вито, мать Тони и Мими, Тони Сардини — сын Фло и Вито, брат Мими, Мими Сардини — неуравновешенная особа, страдающая от резких приступов хандры и истерик, дочь Фло и Вито, сестра Тони.

### Подземелье
За каждую удачно исполненную страшилку даётся энергия. Появляется плазма лишь после того, как жертва выбегает из комнаты, где её запугали. Её количество прямо пропорционально количеству совершаемых страшилок. Увидеть сколько очков присудили за страшилку, можно в правом нижнем углу. Когда она кончится, полтергейст попадет в подземелье, где будет должен собрать всю энергию и потерять как можно меньше здоровья. У каждого дома есть своё подземелье. Для игрового разнообразия присутствует сбор алой плазмы. Каждая такая плазма прорисована в виде буквы. Разные буквы — разные полезные предметы. Использовать их можно в любой момент, находясь за пределами подземельями и при сражении с боссом.

### Собака семейства Сардини
Собака семейства единственное живое существо в доме которое знает о полтергейсте. Когда она видит его, она начинает лаять, тем самым лишает его части энергии. Собаку можно нейтрализовать с помощью собачьей кости. Собака появляется со второго дома. После того, как из 4-го дома сбегут все члены семьи Сардини, собака превратится в гигантского монстра и чтобы пройти игру надо победить её.

### Режим двух игроков
В игре есть режим для двух игроков, включить который можно двумя способами:
1. Достаточно нажать Start на втором джойстике.
2. Когда у Полтергейста начнет кончаться энергия, следует часто нажимать А и крутиться в разные стороны.

Когда энергия кончится, то первый игрок не попадёт в подземелье, а сперва появится ещё один Полтергейст, управляемый со второго джойстика. Уже после того, как и этот игрок исчерпает свою энергию, в подземелье попадут оба Полтергейста и будут вместе собирать плазму. Кто первый выйдет из подземелья, тот и отправится пугать семью первым.

## Рецензии
В основном игра получила положительные оценки критиков.
| Иноязычные издания | Иноязычные издания                                                       |
| Издание            | Оценка                                                                   |
| ------------------ | ------------------------------------------------------------------------ |
| GamePro            | 4 из 5 звёзд · 4 из 5 звёзд · 4 из 5 звёзд · 4 из 5 звёзд · 4 из 5 звёзд |